# Río Chankatakulak
El río Chankatakulak (en ruso: Чанкатакулак) es un río del Gran Cáucaso en el distrito de Karacháyevsk de la república de Karacháyevo-Cherkesia del sur de Rusia. Es un afluente del Teberdá, que desemboca en el río Kubán.

## Curso
El río nace en la estribaciones occidentales de los montes que le separan del valle del río Amgata. Su curso de 2.5 km desciende ladera abajo en dirección suroeste hasta llegar a la orilla izquierda del Teberdá tras pasar por debajo de la carretera militar de Sujumi.